# Fredrik Deland
Fredrik Deland, född 1 januari 1812 i Stockholm, död 11 januari 1894, var en svensk skådespelare. Han var son till violinisten Jean Pierre Deland, brorson till skådespelaren Louis Deland och bror till skådespelaren Pierre Joseph Deland.

## Biografi
Fredrik Deland arbetade först i det kungliga köket innan han 1830 blev medlem i Kristoffer Svanbergs kringresande teatersällskap och 1835 i Pierre Joseph Delands och Olof Ulrik Torsslows sällskap, som spelade på landet om vintern och i Djurgårdsteatern på sommaren. När truppen delade sig 1837 gick Deland till Torsslow. Han var 1844–1848 direktör för Djurgårdsteatern efter att ha övertagit posten efter Torsslow. Han var en omtyckt chef som gav sina skådespelare bra betalt och anses ha höjt den konstnärliga nivån där; truppen var framgångsrik, gick med vinst och uppträdde även i Finland. 1848 pensionerade han sig men fortsatte att gästspela i Stockholm, Göteborg, Oslo och sedan 1852 på Dramaten. Från Wilhelm Åhmans trupp i Göteborg, där han uppträtt sedan 1872, övergick han 1875 till Svenska teatern, Stockholm, och biträdde 1877–1879 direktör Louise Granberg. Han var en komiker. Som person beskrivs han hjärtlig i sin handlingar men "trumpen" och otillgänglig till sitt sätt.
Deland var gift med Emilia Widerberg, barn till teaterledaren Fredrik Julius Widerberg och sondotter till Andreas Widerberg. Hustrun ansågs vara en vacker men medelmåttig skådespelare. Hon och hennes syster Amanda hade blivit omhändertagna av Aurora de Broen-Wildner då modern dog och fadern, som under svårigheter turnerat med sin trupp i Finland, förlorade minnet av sin alkoholism. Aurora de Broen-Wildner överlät flickan till familjen Deland, och Fredrik Deland gifte sig med henne. 1848 köpte han gården Aludden utanför Sigtuna med avsikt att pensionera sig från skådespelaryrket. Den mycket yngre hustrun längtade dock tillbaka till storstadslivet och var inte särskilt intresserad av att ta hand om en stor gård. Deland upptäckte att hustrun förskingrat pengar. Detta bidrog till att han utsattes för ett förgiftningsförsök av sin hushållerska Botilda Nilsson, som presenterat hans fru för den 25-årige inspektor Carl Löhr, som blivit hennes älskare. Nilsson, Emilia och Löhr försökte sedan begå självmord genom att förgifta också sig själva, men det lyckades inte. Emilia Widerberg fick böter för hor och deras äktenskap blev aldrig lyckligt igen. Deland valde att så ofta han kunde resa iväg och gästspela på olika scener för att komma ifrån hustrun. Emilia Widerberg dog i lungsot 1854.
Efter hustruns död 1854 återknöt Deland kontakten med teatern. Återkomsten blev framgångsrik. Han samarbetade länge med vännen Edvard Stjernström vid den av honom ledda Nya teatern. När Orfeus i underjorden sattes upp spelade Deland Orfeus vilket blev en stor succé.
Deland tog farväl till teatern vid två föreställningar på Kungliga teatern i Stockholm i april 1886, som gavs till förmån för "Delandska kassan". Delandska kassan hade grundats av Fredrik Delands bror 1857. Kassan gav ekonomisk ersättning i form av pensioner, understöd och begravningshjälp till scenkonstnärer med i många fall osäker och oregelbunden inkomst. Avskedet blev bejublat. Han drog sig därefter tillbaka till sin en enkel lägenhet ovanför källaren Tre Remmare vid Regeringsgatan. Somrarna tillbringade han vid badorten Östhammar dit han återvände varje år. Där kunde han leva utan krav på att delta i sällskapslivet. Året efter sitt avsked från teatern blev han emellertid sjuk under sommaren i Östhammar och vårdades då av sin värdinna, bankkamreraren fröken Hildegard Hwass. Deras relation fördjupades efter att Deland tillfrisknat vilket ledde till att de gifte sig någon tid senare. Efter giftermålet återkom han bara sällan till Stockholm. Det lilla Östhammars idyll passade honom bättre. Han avled 1894.

## Teater

### Roller (ej komplett)
| År   | Roll                 | Produktion                                                  | Teater            |
| ---- | -------------------- | ----------------------------------------------------------- | ----------------- |
| 1851 | Konjander            | Hittebarnet August Blanche                                  | Humlegårdsteatern |
| 1861 | Jacquinot            | Den ene för den andre Joseph Patrat                         | Mindre teatern    |
| 1875 | Baraduc              | En herre som vaktar sin måg Marc-Antoine-Amédée Michel      | Nya teatern       |
| 1875 | Konjander            | Hittebarnet August Blanche                                  | Nya teatern       |
| 1875 | Hovmarskalken        | En lektion på harpa Albert Emil Brachvogel                  | Nya teatern       |
| 1875 | Ratinol              | Så pudrar man folk Eugène Labiche och Édouard Martin        | Nya teatern       |
| 1875 | Sir Peter Teazle     | Tadelskolan Richard Brinsley Sheridan                       | Nya teatern       |
| 1875 | Hovmarskalk von Kalb | Kabal och kärlek Friedrich Schiller                         | Nya teatern       |
| 1876 |                      | Friaren från Värmland Johan Jolin                           | Nya teatern       |
| 1876 | Guémin               | En orättvisa Virginie Ancelot                               | Nya teatern       |
| 1876 | Herr Thibaudier      | De båda blyge Eugène Labiche och Marc-Antoine-Amédée Michel | Nya teatern       |
| 1876 | Greve de Miremont    | Kotteriernas makt Eugène Scribe                             | Nya teatern       |

## Galleri

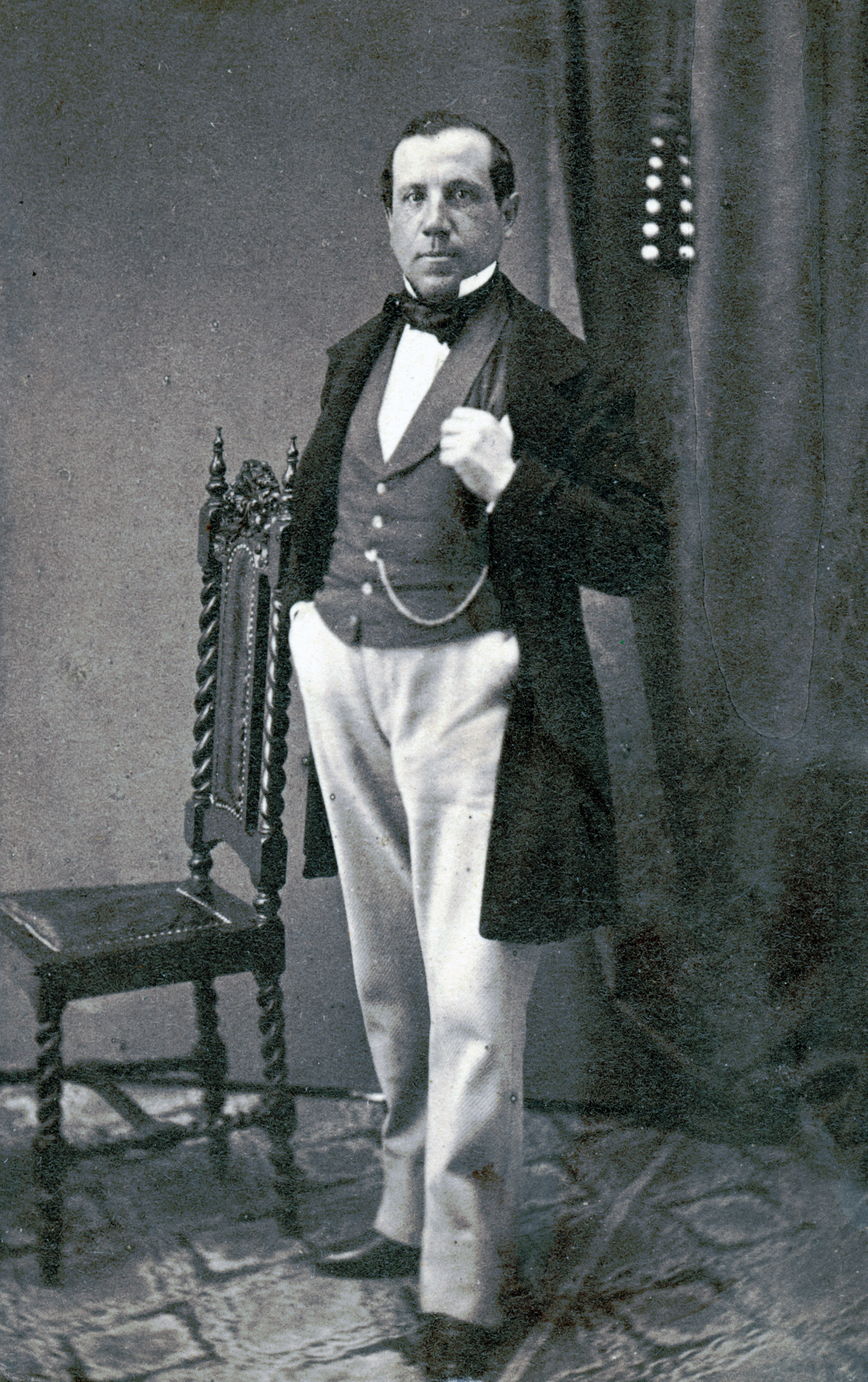
Vid Mindre teatern 1861
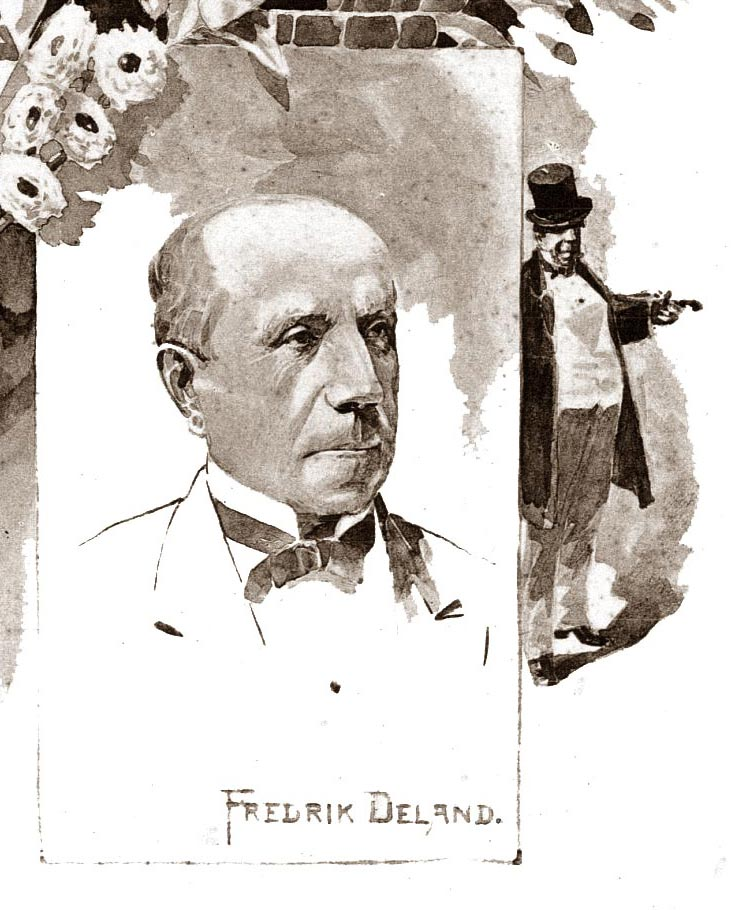
Porträtt i Svea folkkalender 1887.
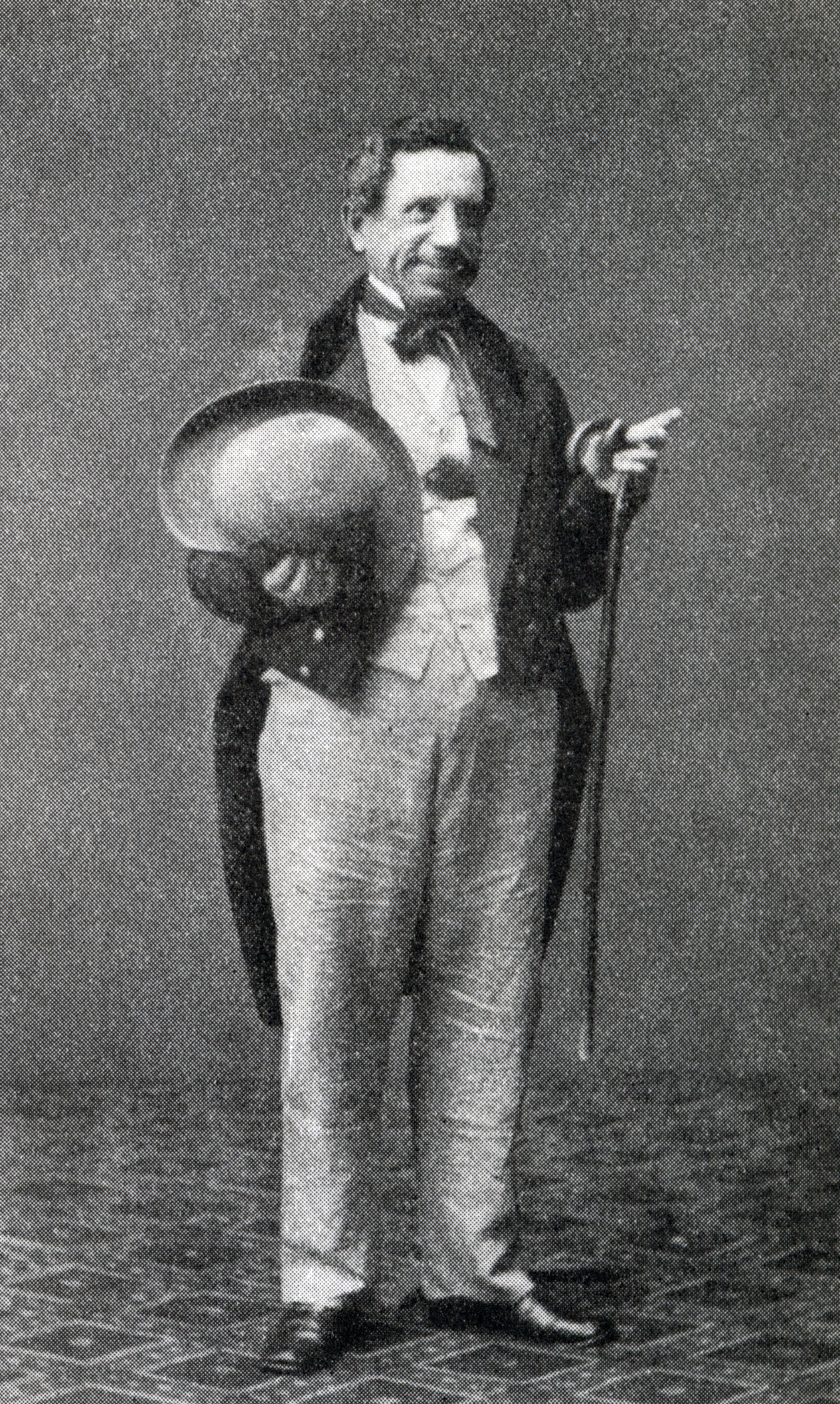
Som Konjander i Hittebarnet 1875.

## Populärkultur
- Fogelström, Per Anders (1989). Komikern: roman om en teaterfamilj. Källor, noter och kommentarer. Stockholm: Bonnier. Libris 7147750. ISBN 91-0-047683-8

### Fotnoter
1. ↑  ”Tidningsnotis”. Aftonbladet:  s. 1. 19 augusti 1851. http://tidningar.kb.se/4112678/1851-08-19/edition/0/part/1/page/1. Läst 28 juli 2016.
2. ↑  ”Tidningsnotis”. Aftonbladet:  s. 2. 20 september 1861. http://tidningar.kb.se/4112678/1861-09-20/edition/0/part/1/page/2. Läst 1 april 2017.
3. 1 2  ”Teaterannons”. Dagens Nyheter:  s. 3. 3 april 1875. http://arkivet.dn.se/arkivet/tidning/1875-04-03/3123/3. Läst 30 juli 2015.
4. ↑  ”Stockholms-nytt”. Dagens Nyheter:  s. 1. 14 april 1875. http://arkivet.dn.se/arkivet/tidning/1875-04-14/3132/1. Läst 30 juli 2015.
5. ↑  ”Teaterannons”. Dagens Nyheter:  s. 3. 21 april 1875. http://arkivet.dn.se/arkivet/tidning/1875-04-21/3138/3. Läst 30 juli 2015.
6. ↑  ”Teaterannons”. Dagens Nyheter:  s. 3. 1 maj 1875. http://arkivet.dn.se/arkivet/tidning/1875-05-01/3147/3. Läst 30 juli 2015.
7. ↑  ”Teaterannons”. Dagens Nyheter:  s. 3. 6 oktober 1875. http://arkivet.dn.se/arkivet/tidning/1875-10-06/3279/3. Läst 31 juli 2015.
8. ↑  ”Teater”. Aftonbladet:  s. 3. 10 februari 1876. http://tidningar.kb.se/4112678/1876-02-10/edition/0/part/1/page/3. Läst 1 april 2017.
9. ↑  ”Teater och musik”. Dagens Nyheter:  s. 2. 13 oktober 1876. http://arkivet.dn.se/arkivet/tidning/1876-10-13/3590/2. Läst 16 augusti 2015.
10. ↑  ”Teater och musik”. Dagens Nyheter:  s. 2. 24 oktober 1876. http://arkivet.dn.se/arkivet/tidning/1876-10-24/3599/2. Läst 17 augusti 2015.
11. ↑  ”Teater och musik”. Dagens Nyheter:  s. 1. 7 december 1876. http://arkivet.dn.se/arkivet/tidning/1876-12-07/3637/1. Läst 17 augusti 2015.